# Línguas huarpes

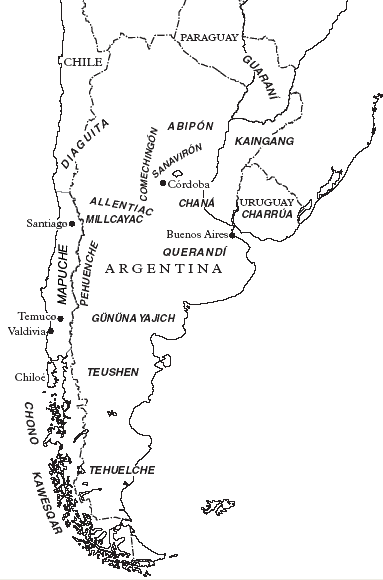
Línguas da Patagônia

Huarpe (Warpe)  é um pequeno grupo de línguas ameríndias extintas faladas na Argentina Central. Consistia de duas línguas muito próximas, por alguns considaredas como dialetos, ambos já extintos, Alyentiyak (Allentiac, Huarpe) e Milykayak (Millcayac). 
Kaufman (1994) tentou relacioná-las entre as  línguas mura-matanawi numa família por ele denominada  Macro-Warpeana. Porém, percebeu que, como não hacia estudos mais detalhados sobre o assunto, reconsiderou a família como independente, língua isolada.  Swadesh e Suárez buscaram ligá-la às Macro-Jibaro, hipótese ainda em estudo.

## Fonologia
As duas línguas huarpe aparentemente apresentavam a mesma fonologia para sua escrita em alfabeto latino, que era similar à do espanhol. Conforme registros antigos, Barros (2007) a reconstruiu.

### Consoantes
|           | Labial | Alveolar | Palatal | Velar | Glotal |
| --------- | ------ | -------- | ------- | ----- | ------ |
| Nasal     | m      | n        | ɲ       | ŋ     |        |
| Plosiva   | p      | t        |         | k     |        |
| Africada  |        | ts       | tʃ      |       |        |
| Fricative |        | s        | ʃ       |       | h      |
| SemiVogal | w      |          | j       | (ɰ)   |        |
| Lateral   |        | l        | ʎ       |       |        |
| Vibrante  |        | r        |         |       |        |

### Vogais
As vogais eram pelo menos cinco, a, e, i, o, ù. O ù parece representar o som vogal [ɨ].

## Literatura
- Kazue Ishikawa, Noemia; Takehide Ikeda, Aldevan Baniwa & Ana Carla Bruno. 2020. Chaykyryaä Tuyum. Manaus: Editora Valer; Editora Inpa. ISBN 978-65-5585-013-0. (livro em huarpe)